# Distrikt Paracas
Der Distrikt Paracas (Quechua: paraq) ist der flächenmäßig größte Distrikt der Provinz Pisco der peruanischen Region Ica. Hauptort und Verwaltungssitz ist Paracas. Das Gebiet war Heimat der präkolumbianischen Paracas-Kultur.
Der Distrikt hat eine Fläche von 1440,68 km². Beim Zensus 2017 wurden 7147 Einwohner gezählt. Im Jahr 1993 lag die Einwohnerzahl bei 1196, im Jahr 2007 bei 4146.

## Geographische Lage
Der Distrikt Paracas erstreckt sich südlich der Küstenstadt Pisco über eine Länge von knapp 80 Kilometern entlang der Pazifikküste. Die Landschaft besteht überwiegend aus Wüste. Der Distrikt Paracas grenzt im Norden an den Distrikt Pisco, im Osten an die Distrikte Salas, Subtanjalla und Ica (alle drei in der Provinz Ica).

## Sehenswertes im Distrikt
Die Paracas-Halbinsel, südlich der Paracas-Bucht, gehört zum Schutzgebiet Reserva Nacional de Paracas. Die nordwestlich von Paracas gelegene Inselgruppe Islas Ballestas gehört zum Schutzgebiet Reserva Nacional Sistema de Islas, Islotes y Puntas Guaneras. Die Reserva Nacional de Paracas, rund 250 km südlich von Lima gelegen, soll die reichen Vorkommen an Mähnenrobben, Blaufußtölpeln, Pelikanen, Humboldt-Pinguinen und anderen Meeressäugern und Seevögeln schützen. Ein berühmtes Wahrzeichen war bis August 2007 die Felsformation der "Kathedrale von Paracas" (span. La Catedral), die beim Erdbeben in Peru 2007 zerstört wurde.
Auf der Halbinsel Paracas befindet sich eine große Felszeichnung, der Kandelaber von Paracas, der den Nazca-Linien ähnelt, aber etwa 200 km südlich von ihnen liegt.
Eine Legende erzählt, dass Freiheitsheld General José de San Martín im Zuge seiner Expedition am 8. September 1820 an der Küste von Paracas landete. Müde von der langen Reise schlief er am Strand ein. Als er erwachte, war er geblendet von der Schönheit vorbeifliegender Flamingos. Ihre ausgebreiteten Flügel in der untergehenden Sonne waren für San Martín die Inspiration für die erste rot-weiße peruanische Flagge, die auch Vorbild der heutigen Nationalflagge ist.

## Galerie

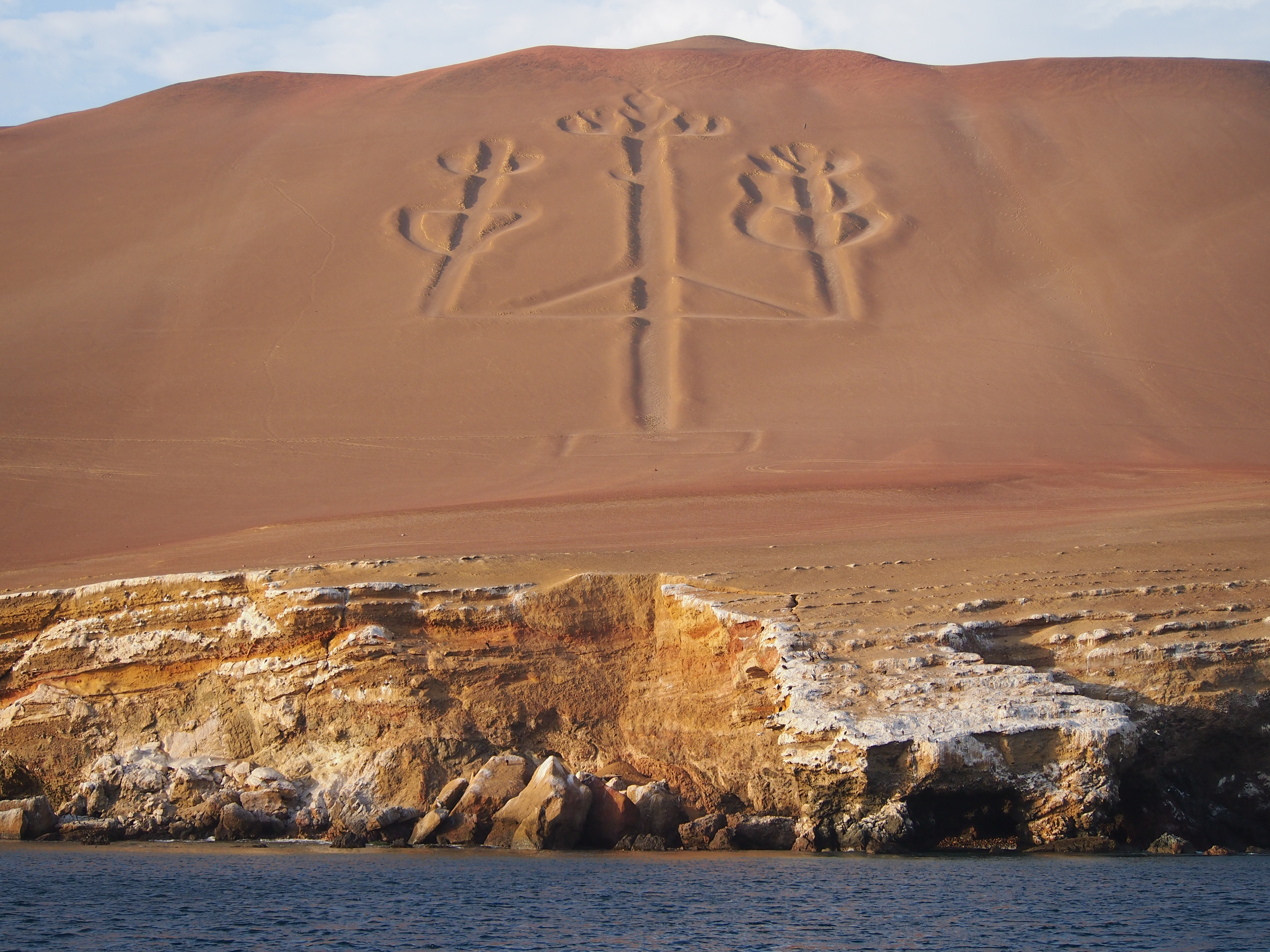
Der Candelabro de Paracas
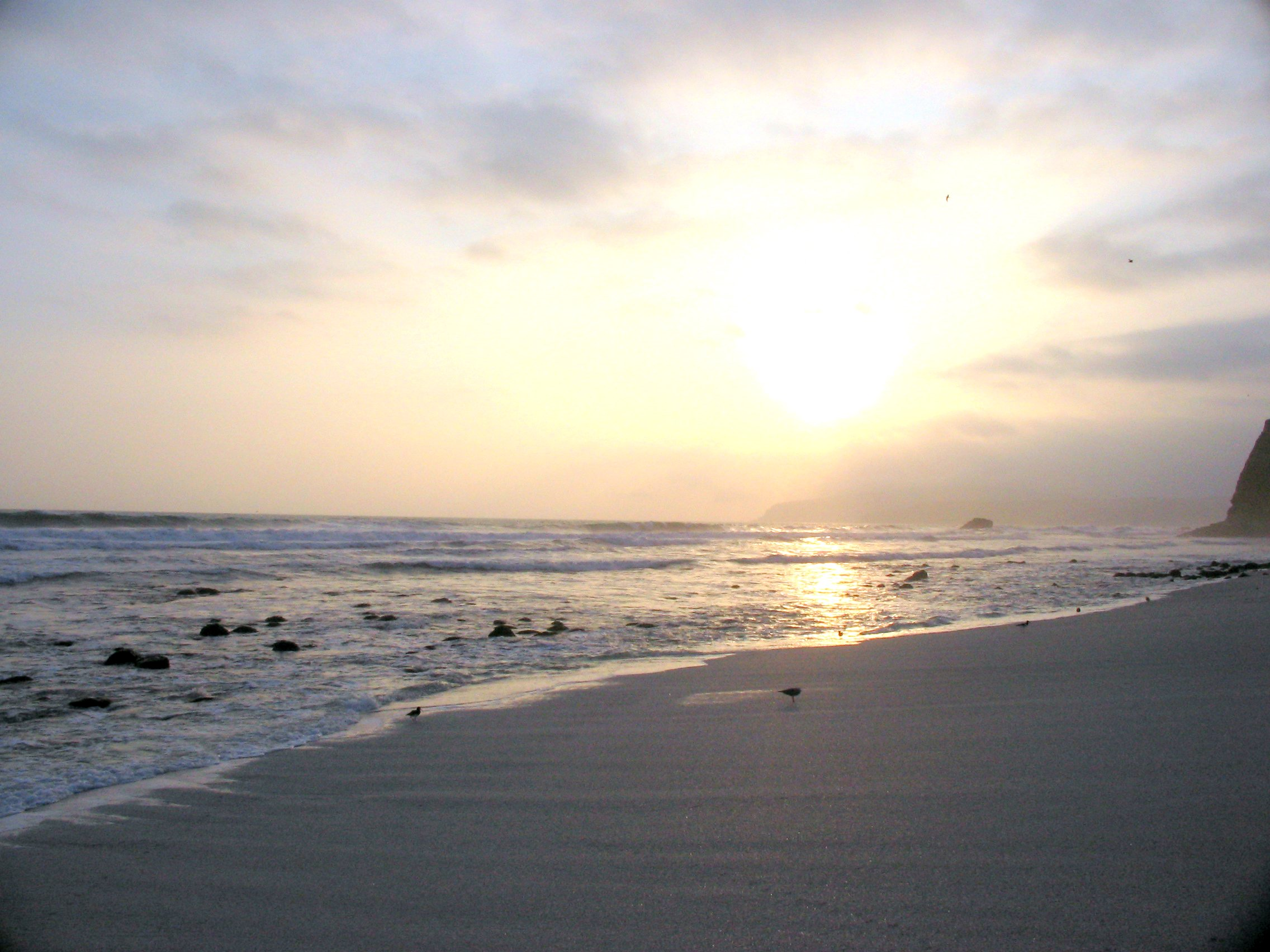
Strand von Paracas
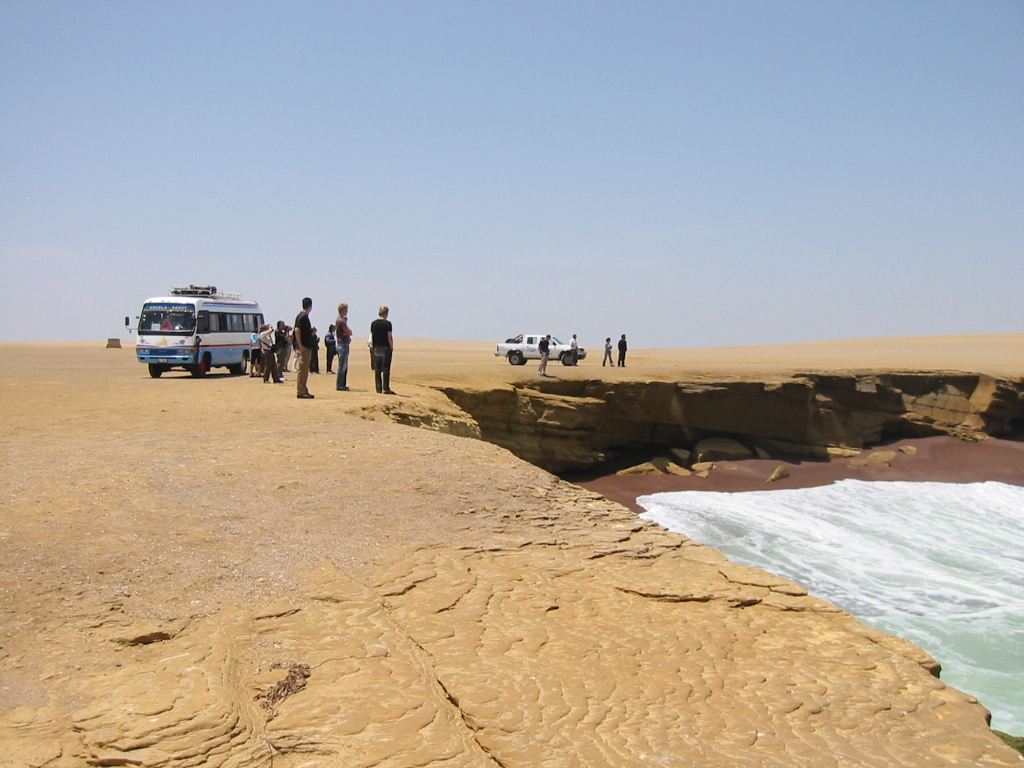
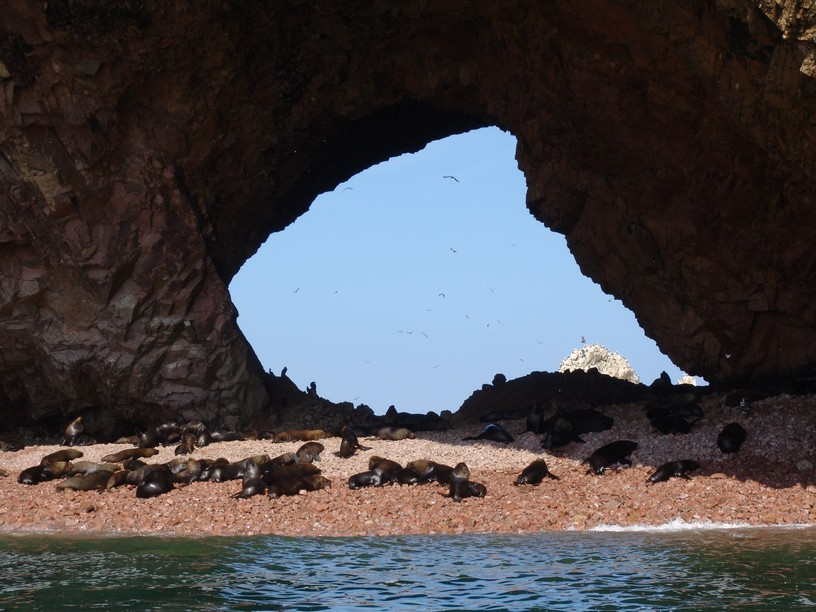
Ballestas Insel
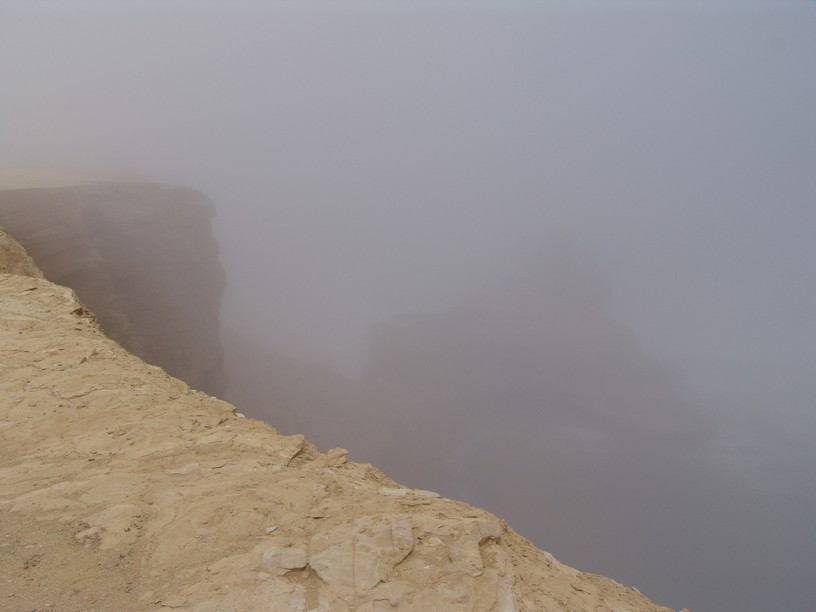
Paracas in Morgennebel
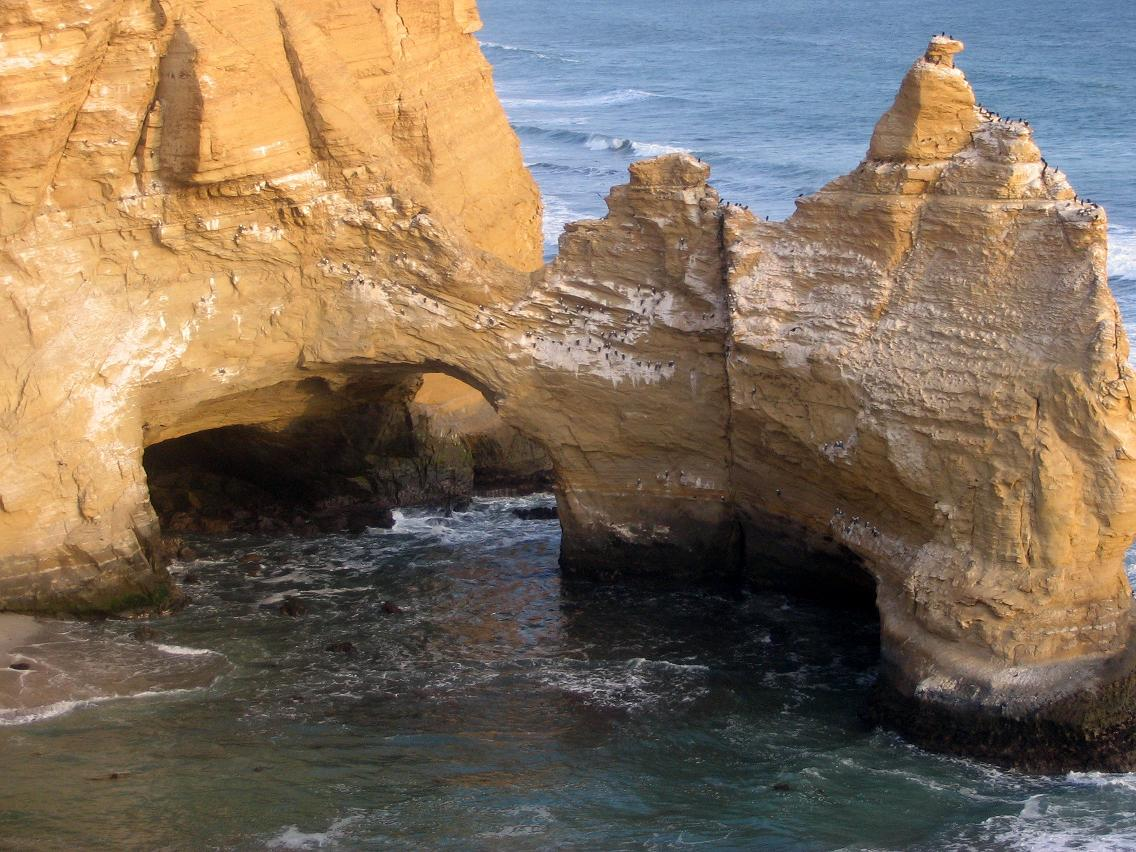
Die „Kathedrale von Paracas“, zum Großteil beim Erdbeben 2007 zerstört
Flagge Perus Oktober 1820 – März 1822